# Pommiers (Ródano)
Pommiers es una comuna francesa situada en el departamento de Ródano, de la región de Auvernia-Ródano-Alpes. Pertenece a la comunidad de comunas Beaujolais-Pierres Dorées.

## Geografía
Está situada a 4 kilómetros en el suroeste de Villefranche-sur-Saône.

## Demografía
| 949 | 1 040 | 1 196 | 1 443 | 1 619 | 1 804 | 2 109 | 2 382 |
| Para los censos de 1962 a 1999 la población legal corresponde a la población sin duplicidades (Fuente: INSEE [Consultar]) |       |       |       |       |       |       |       |